# Otmar Striedinger
Otmar Striedinger (* 14. April 1991 in Villach) ist ein österreichischer Skirennläufer. Er erzielt seine besten Resultate in den schnellen Disziplinen Abfahrt und Super-G.

## Biografie
Der aus Nöring stammende Kärntner Otmar Striedinger besuchte die Hauptschule in Gmünd und das Bundesoberstufenrealgymnasium in Spittal an der Drau, an dem er 2010 maturierte. Erste Erfolge im Skisport feierte Striedinger bei Kinder- und Schülerrennen: Er erzielte im Februar 2004 beim internationalen Kinderrennen Trofeo Topolino in seiner Altersklasse den dritten Platz im Slalom und im Riesenslalom und belegte 2006 bei den österreichischen Schülermeisterschaften in der Altersklasse Schüler II den zweiten Platz im Riesenslalom. Im selben Jahr musste er nach einem mehrfachen Unterschenkelbruch allerdings längere Zeit pausieren. 
Ab März 2007 startete Striedinger bei FIS-Rennen sowie den österreichischen Meisterschaften und Juniorenmeisterschaften, im Dezember 2008 folgten die ersten Einsätze im Europacup. Zu Beginn des Jahres 2009 erreichte Striedinger seine ersten Podestplätze in FIS-Rennen, worauf er nach einem Jahr im Juniorenkader in den B-Kader des Österreichischen Skiverbandes (ÖSV) aufstieg. Seit der Saison 2009/10 ist er regelmäßig im Europacupeinsatz, erste Top-10-Ergebnisse in dieser Rennserie erzielte er im Winter 2010/11. Bei den Juniorenweltmeisterschaften 2011 in Crans-Montana gewann Striedinger die Bronzemedaille in der Abfahrt, schied im Super-G jedoch aus. Bei den österreichischen Juniorenmeisterschaften desselben Jahres wurde er in seiner Altersklasse Jugend II Zweiter in der Abfahrt hinter Vincent Kriechmayr. Nach zwei Jahren im B-Kader stieg er 2011 in den ÖSV-A-Kader auf.
Sein Debüt im Weltcup gab Striedinger am 28. November 2010 im Super-G von Lake Louise, den er auf dem 38. Platz beendete. Auch bei seinen nächsten Weltcupstarts während der nächsten zwei Jahre blieb er noch ohne Punkte. Am 2. Februar 2012 erzielte er seinen ersten Podestplatz im Europacup mit Rang drei im Super-G von Santa Caterina Valfurva. Im Frühjahr 2012 wurde er vom A- wieder in den B-Kader des ÖSV zurückversetzt. Am 29. Dezember 2012 gewann Striedinger in seinem neunten Weltcuprennen erstmals Weltcuppunkte, als er in der Abfahrt auf der Pista Stelvio in Bormio auf Platz 25 fuhr. Am 7. Dezember 2013 fuhr er mit dem zweiten Platz beim Super-G von Beaver Creek das erste Mal bei einem Weltcuprennen auf das Podest. Bei den Olympischen Winterspielen 2014 in Sotschi fuhr er im Super-G auf den fünften Platz und verpasste die Bronzemedaille um zwei Hundertstelsekunden. Am 25. Jänner 2019 fuhr er mit einem dritten Platz in der Abfahrt von Kitzbühel sein erstes Abfahrtspodium ein.

## Erfolge

### Olympische Spiele
- Sotschi 2014: 5. Super G, 21. Super-Kombination

### Weltmeisterschaften
- Vail/Beaver Creek 2015: 24. Super-G
- Åre 2019: 31. Abfahrt
- Cortina d’Ampezzo 2021: 19. Abfahrt

### Weltcup
- 21 Platzierungen unter den besten zehn, davon 5 Podestplätze

### Weltcupwertungen
| Saison  | Gesamt | Gesamt | Abfahrt | Abfahrt | Super-G | Super-G |
| Saison  | Platz  | Punkte | Platz   | Punkte  | Platz   | Punkte  |
| ------- | ------ | ------ | ------- | ------- | ------- | ------- |
| 2012/13 | 110.   | 19     | 43.     | 19      | –       | –       |
| 2013/14 | 33.    | 258    | 22.     | 95      | 7.      | 163     |
| 2014/15 | 37.    | 220    | 24.     | 83      | 14.     | 137     |
| 2015/16 | 60.    | 164    | 24.     | 138     | 37.     | 26      |
| 2016/17 | 118.   | 20     | 50.     | 5       | 40.     | 15      |
| 2017/18 | 109.   | 29     | 34.     | 29      | –       | –       |
| 2018/19 | 43.    | 204    | 11.     | 197     | 50.     | 7       |
| 2019/20 | 78.    | 88     | 23.     | 88      | –       | –       |
| 2020/21 | 47.    | 191    | 7.      | 191     | –       | –       |
| 2021/22 | 46.    | 203    | 13.     | 202     | 52.     | 1       |
| 2022/23 | 38.    | 211    | 12.     | 200     | 53.     | 11      |
| 2023/24 | 65.    | 99     | 24.     | 78      | 40.     | 21      |
| 2024/25 | 72.    | 89     | 24.     | 64      | 42.     | 25      |

### Europacup
- Saison 2011/12: 4. Super-G-Wertung
- Saison 2012/13: 7. Super-G-Wertung
- 3 Podestplätze, davon 1 Sieg:

| Datum         | Ort    | Land    | Disziplin |
| ------------- | ------ | ------- | --------- |
| 18. März 2018 | Soldeu | Andorra | Abfahrt   |

### Juniorenweltmeisterschaften
- Crans-Montana 2011: 3. Abfahrt

### Weitere Erfolge
- 2 österreichische Meistertitel (Abfahrt 2018, Super G 2021)
- 6 Siege in FIS-Rennen